# Гленнон, Джеймс
Джеймс Гленнон (англ. James Henry Glennon), (11 февраля 1857, Френч Галч, Калифорния — 29 мая 1940, г. Вашингтон) — американский адмирал.

## Биография
Родился 11 февраля 1857 года. В 1878 году окончил Военно-морскую академию США. Служил на Тихом океане на кораблях Lackawanna, Alaska, Pensacola и Ranger. В 1893—1896 и 1899—1900 годах служил в военно-морской академии. Участвовал в Испано-американской войне офицером броненосца Massachusetts.
В 1905—1907 годах командовал канонерской лодкой Yorktown на Тихом океане. В 1909—1915 — командир броненосцев Virginia, Florida, Wyoming. Был также членом комиссий по взрывчатым веществам и по бездымному пороху.
В 1916 — начальник верфи в Вашингтоне.
В 1917 был отправлен в Россию в составе специальной дипломатической миссии Рута. В июне 1917 прибыл в Севастополь. Когда Колчак оставил ЧФ и выехал в Петроград, он ехал в одном поезде с Гленноном. Впоследствии при посредничестве Гленнона Колчак был приглашён в США.
После возвращения из России командовал 5-й дивизией линкоров. В 1921 году вышел в отставку, достигнув предельного возраста. Умер 29 мая 1940 года в Вашингтоне, похоронен на Арлингтонском национальном кладбище.
В честь Гленнона были названы два эсминца ВМС США.